# خشم بونگو
«خشم بونگو» (به انگلیسی: Bongo Fury) آلبومی از هنرمند اهل ایالات متحده آمریکا فرانک زاپا است که در سال ۱۹۷۵ میلادی منتشر شد.